# 瓦盧瓦伯爵查理
查理一世（法語：Charles I，1270年3月12日—1325年12月16日），瓦盧瓦伯爵、安茹伯爵、緬因伯爵。

## 生平
瓦盧瓦伯爵查理是法国国王腓力三世的第三子，母亲为阿拉贡公主伊莎贝拉（“征服者”海梅一世之女）。1284年，查理曾被教皇马丁四世当作政治工具：教皇为了发动一场反对阿拉贡的十字军而将他加冕为阿拉贡国王。由于与安茹女继承人玛格丽特结婚，查理于1290年获得安茹伯爵领地。
瓦盧瓦伯爵查理于1300年征服佛兰德，使之臣属于法国。
于1324年的圣萨尔多战争领军横扫了英王领地。
在法国国王查理四世（查理·德·瓦卢瓦之侄）无嗣而终后，查理的儿子腓力六世继承了王位。新国王几乎立刻因继承权争执与英格兰国王爱德华三世爆发了百年战争。
| 查理一世卡佩王朝出生于：1270年3月12日逝世於：1325年12月16日 | 查理一世卡佩王朝出生于：1270年3月12日逝世於：1325年12月16日                           | 查理一世卡佩王朝出生于：1270年3月12日逝世於：1325年12月16日 |
| 統治者頭銜                                                  | 統治者頭銜                                                                            | 統治者頭銜                                                  |
| ----------------------------------------------------------- | ------------------------------------------------------------------------------------- | ----------------------------------------------------------- |
| 前任者： 腓力一世                                           | — 名义上的 — 拉丁皇帝 （依據妻權） 1301年2月28日－1307年10月11日 與凱瑟琳一世同時在任 | 繼任者： 凱瑟琳二世                                         |
| 法國貴族爵位                                                |                                                                                       |                                                             |
| 前任者： 讓一世                                             | 夏特伯爵 1310年-1325年12月16日                                                        | 繼任者： 讓二世                                             |
| 前任者： 夏爾二世                                           | 安茹伯爵 （依據妻權） 1290年8月16日-1325年12月16日 與瑪格莉特一世同時在任             | 繼任者： 腓力一世                                           |
| 前任者： 夏爾二世                                           | 緬因伯爵 （依據妻權） 1290年8月16日-1314年5月20日 與瑪格莉特一世同時在任              | 繼任者： 腓力一世                                           |
| 空缺上一位持有相同頭銜者：讓一世                            | 瓦盧瓦伯爵 1286年-1325年12月16日                                                      | 繼任者： 腓力一世                                           |
| 空缺上一位持有相同頭銜者：讓娜一世                          | 夏特伯爵 1290年-1302年                                                                | 繼任者： 讓一世                                             |
| 空缺上一位持有相同頭銜者：皮耶一世                          | 阿朗松伯爵 1286年-1325年12月16日                                                      | 繼任者： 夏爾二世                                           |
| 空缺上一位持有相同頭銜者：皮耶一世                          | 佩爾什伯爵 1286年-1325年12月16日                                                      | 繼任者： 夏爾二世                                           |